# Tour della nazionale maschile di rugby a 15 della Nuova Zelanda 1884
Nel 1884 vede la luce la Nazionale neozelandese di rugby, con i giocatori non ancora denominati All Blacks. Indossavano infatti una maglia blu con colletto rosso. Esordisce con un tour in Australia. Otto vittorie in otto partite sono il bottino di questa tournée.

## La squadra
- Manager: S.E. Sleigh
- Capitano: William Millton

| Name             | Position           | Province   |
| ---------------- | ------------------ | ---------- |
| Henry Braddon    | Estremo            | Otago      |
| George Helmore   | Tre-quarti         | Canterbury |
| Thomas Ryan      | Tre-quarti         | Auckland   |
| Joe Warbrick     | Tre-quarti         | Auckland   |
| Edwin Davy       | Mediano d'Apertura | Wellington |
| John Dumbell     | Tre-quarti, Avanti | Wellington |
| Henry Roberts    | Mediano d'Apertura | Wellington |
| John Taiaroa     | Mediano d'Apertura | Otago      |
| James Allan      | Avanti             | Otago      |
| George Carter    | Avanti             | Auckland   |
| John Lecky       | Avanti             | Auckland   |
| Edward Millton   | Avanti             | Canterbury |
| William Millton  | Avanti             | Canterbury |
| Timothy O'Connor | Avanti             | Auckland   |
| James O’Donnell  | Avanti             | Otago      |
| George Robertson | Avanti             | Otago      |
| Hart Udy         | Avanti             | Wellington |
| Peter Webb       | Avanti             | Wellington |
| Robert Wilson    | Avanti             | Canterbury |

## Match preliminare
| Wellington 22 maggio 1884 | Nuova Zelanda XV | 9 – 0 | Wellington XV | (Newtown Park) |

## Risultati
| Sydney 28 maggio 1884 | Cumberland County | 0 – 33 | Nuova Zelanda XV | (Parramatta Ground) |

| Sydney 31 maggio 1884 | New South Wales | 0 – 11 | Nuova Zelanda XV | (Agricultural Society) |

| Sydney 3 giugno 1884 | Combined Suburbs XV | 5 – 23 | Nuova Zelanda XV | (Cricket Association) |

| Newcastle 5 giugno 1884 | Northern Districts | 0 – 29 | Nuova Zelanda XV | (Sports Ground) |

| Sydney 7 giugno 1884 | New South Wales | 2 – 21 | Nuova Zelanda XV | (Agricultural Society) |

| Bathurst 11 giugno 1884 | Western Districts | 0 – 11 | Nuova Zelanda XV |  |

| Sydney 12 giugno 1884 | Wallaroo & University | 10 – 23 | Nuova Zelanda XV | (Cricket Ground) |

| Sydney 14 giugno 1884 | New South Wales | 0 – 16 | Nuova Zelanda XV | (Agricultural Society) |